# Орла
Орла (нем. Orla) — река в Тюрингии на востоке центральной части Германии. Правый приток верхнего течения реки Зале.
Течёт в основном на запад, постепенно смещаясь к юго-западу, в нижнем течении поворачивает на северо-запад. Впадает в Зале около Орламюнде.

## Название
Название может происходить либо от славянского корня орёл, либо от кельтского are — медведь. В последнем случае название будет означать медвежья вода.